# George Parker, II conte di Macclesfield
George Parker, II conte di Macclesfield (circa 1697 – 17 marzo 1764), è stato un nobile, politico e scienziato britannico.

## Biografia
Era figlio ed erede di Thomas Parker, I conte di Macclesfield, e ricevette un'ottima educazione, anche da grandi scienziati dell'epoca come William Jones. Sviluppato a sua volta un grande interesse per le scienze, Parker divenne particolarmente versato nell'astronomia, e si costruì anche un osservatorio personale e un laboratorio chimico al castello di Shirburn.
Nel 1722, dati i privilegi del suo status sociale, fu eletto al parlamento britannico, ma presto si disinteressò alla politica, divenendo invece fortemente attivo nella Royal Society, di cui infine divenne presidente nel 1752. Passava la maggior parte del proprio tempo a Shirburn, impegnato nelle sue rilevazioni astronomiche. Fu uno dei principali sostenitori dell'adozione del calendario gregoriano nel Regno di Gran Bretagna, cosa che infine avvenne nel 1752, non senza forti resistenze da parte dei tradizionalisti e diffuse opinioni negative sul lavoro di Parker e degli altri sostenitori del nuovo calendario.
Nel 1749, alla morte del suo vecchio maestro Jones, il conte ereditò i suoi vastissimi carteggi, che conservò e in seguito ampliò, creando una vastissima collezione scientifica, nota come Collezione Macclesfield. Morì nel 1764, ancora in carica come presidente della Royal Society. Nonostante la ridotta attività politica, era rimasto per più di quarant'anni tesoriere dello Scacchiere.

## Discendenza
Sposatosi due volte, la prima con Mary Lane e la seconda con Dorothy Nosbitt, solo dal primo matrimonio ebbe due figli:
- Thomas (1723-1795), suo successore;
- George (1724-1791).